# Desert King
Desert King, auch White King oder nur King genannt, ist eine Feigensorte der Art Ficus carica, die in Deutschland nur die erste Feigengeneration im Juli und August trägt, da für die zweite Feigengeneration eine Befruchtung durch die Feigengallwespe, die in Deutschland nicht vorkommt, nötig wäre. Diesen Feigentypus nennt man San Pedro. Die Sorte ist gut winterhart und von ausgezeichnetem Geschmack. Die Sorte ist seit den 1930er Jahren bekannt und wird vor allem in Kalifornien angebaut.

## Baum
Desert King wächst in den ersten Jahren mit starkem Mitteltrieb und bei geringer Verzweigung vor allem in die Höhe und erreicht in Mitteleuropa meist eine Höhe von etwa 4 m. Der Baum wächst insgesamt stark und aufrecht. Das Blatt ist meist drei- bist fünflappig, mäßig tief eingeschnitten und hat einen fast glatten Rand. Trotz des Namens Desert King ("Wüstenkönig") ist der Baum keineswegs besonders für die Wüste geeignet, er benötigt genauso viel Wasser, wie andere Feigensorten.

## Früchte
Die Sorte trägt in Deutschland nur Blühfeigen, da die für die zweite Feigengeneration nötige Feigengallwespe in Deutschland fehlt. Die Blühfeige reifen im Juli und August und wiegen meist zwischen 40 und 50 Gramm. Sie sind birnenförmig, kern-arm, meist hellgrün, seltener gelblich und mit rotem Fruchtfleisch. Der Geschmack ist ausgezeichnet und wird als maulbeerartig beschrieben.

## Winterhärte
Desert King ist eine in Deutschland ausreichend winterharte Sorte, die jedoch bisher nur selten in Deutschland angebaut wird.